# Cerotainia
Cerotainia är ett släkte av tvåvingar. Cerotainia ingår i familjen rovflugor.

## Dottertaxa tillCerotainia, i alfabetisk ordning[1]
- Cerotainia albipilosa
- Cerotainia argyropasta
- Cerotainia argyropus
- Cerotainia argyropyga
- Cerotainia atrata
- Cerotainia aurata
- Cerotainia bella
- Cerotainia brasiliensis
- Cerotainia camposi
- Cerotainia dasythrix
- Cerotainia debilis
- Cerotainia dubia
- Cerotainia feminea
- Cerotainia flavipes
- Cerotainia jamaicensis
- Cerotainia laticeps
- Cerotainia leonina
- Cerotainia macrocera
- Cerotainia marginata
- Cerotainia melanosoma
- Cerotainia minima
- Cerotainia nigra
- Cerotainia nigripennis
- Cerotainia ornatipes
- Cerotainia propinqua
- Cerotainia rhopalocera
- Cerotainia sarae
- Cerotainia sola
- Cerotainia unicolor
- Cerotainia willistoni
- Cerotainia violaceithorax
- Cerotainia xanthoptera